# Campionati del mondo di ciclismo su pista 1978
I Campionati del mondo di ciclismo su pista 1978 si svolsero a Monaco di Baviera, in Germania Ovest.

## Medagliere
| Posiz. | Nazione          | Oro | Argento | Bronzo | Totale |
| ------ | ---------------- | --- | ------- | ------ | ------ |
| 1      | Germania Est     | 3   | 2       | 3      | 8      |
| 2      | Germania Ovest   | 3   | 1       | 0      | 4      |
| 3      | Cecoslovacchia   | 2   | 0       | 1      | 3      |
| 4      | Paesi Bassi      | 1   | 4       | 3      | 8      |
| 5      | Unione Sovietica | 1   | 1       | 0      | 2      |
| 6      | Giappone         | 1   | 0       | 1      | 2      |
| -      | Belgio           | 1   | 0       | 1      | 2      |
| 8      | Stati Uniti      | 0   | 2       | 0      | 2      |
| 9      | Svizzera         | 0   | 1       | 1      | 2      |
| 10     | Canada           | 0   | 1       | 0      | 1      |
| 11     | Francia          | 0   | 0       | 1      | 1      |
| -      | Italia           | 0   | 0       | 1      | 1      |
|        | Totale           | 12  | 12      | 12     | 36     |